# Гусейнов, Магомед Абдулкеримович
Магомед Абдулкеримович Гусейнов (29 мая 1952, с. Дылым, Казбековский район, Дагестанская АССР, РСФСР, СССР) — советский борец, советский и российский тренер по борьбе школы УОР в Хасавюрте и сборной Дагестана, Заслуженный тренер СССР и Заслуженный тренер России (1993).

## Биография
- С 1978 года - тренер-преподаватель в специализированной детско-юношеской спортивной школе «Спартак».
- В 1994 году по инициативе Магомеда Абдулкеримовича в городе Хасавюрте была открыта СДЮШОР, где он работал старшим тренером по вольной борьбе.
- В 2001 году добился открытия первого в Дагестане Училища Олимпийского резерва, где является руководителем по настоящее время.
- С 2000 года - главный тренер сборной команды Дагестана по вольной борьбе.
- С 2006 года - государственный тренер по вольной борьбе сборной команды России по Республике Дагестан.
- В 2009 году FILA признала его лучшим тренером мира.
- С марта 2012 по декабрь 2015 года — главный тренер сборной России по вольной борьбе.

## Награды
Награжден орденом Дружбы (4 октября 2001 года), медалью ордена «За заслуги перед Отечеством» II степени (2 февраля 2013 года).

## Известные воспитанники
- Умаханов, Мурад Мустафаевич — олимпийский чемпион;
- Муртазалиев, Махач Далгатович — призёр олимпийских  игр;
- Махов, Билял Валерьевич — олимпийский чемпион;
- Гайдаров, Мурад Зайрудинович — призёр олимпийских  игр;
- Умаханов, Багаутдин Мустафаевич — призёр чемпионатов мира и Европы;

## Личная жизнь
Окончил физкультурный факультет Дагпединститута.